# Prata di Principato Ultra
Prata di Principato Ultra est une commune italienne de la province d'Avellino, dans la région de la Campanie.

## Géographie
La municipalité de Prata di Principato Ultra est située sur un éperon escarpé surplombant la rivière Sabato. Elle est entourée de bois et de cultures de différents d'arbres fruitiers. 
Bien que située à seulement 310 m au-dessus du niveau de la mer, elle bénéficie d'une position stratégique à partir de laquelle on pouvait contrôler les itinéraires entre Naples et les Pouilles et entre Bénévent et Salerne.

## Lieux et monuments

### Architecture religieuse
- Église de l'Annonciation (basilique paléochrétienne avec catacombes)
- Église San Giacomo (1700)

### Architecture civile
- Palazzo Grillo
- Monte di Pietà
- Torre civica
- Palazzo Baronale

## Administration
| Période                                  | Période | Identité | Étiquette | Qualité |
| ---------------------------------------- | ------- | -------- | --------- | ------- |
|                                          |         |          |           |         |
| Les données manquantes sont à compléter. |         |          |           |         |

### Hameaux
Tavernanova, Ponte Sabato

### Communes limitrophes
Altavilla Irpina, Grottolella, Montefredane, Montemiletto, Pratola Serra, Santa Paolina, Tufo